# Copa Davis 2017
La Copa Davis de 2017 fue la 106.ª edición del torneo de tenis masculino más importante, disputado por diversas naciones. Participaron dieciséis equipos en el Grupo Mundial y más de cien en los diferentes grupos regionales.
El equipo de Francia se proclamó campeón del mundo venciendo por 3-2 en la final al equipo de Bélgica. Los partidos de la final se disputaron en el Estadio Pierre-Mauroy, en Villeneuve-d'Ascq (Francia).

## Movilidad entre grupos: 2016 a 2017
| Categoría    | Categoría      | Grupos | Grupos | Grupos | Grupos | Grupos | Grupos | Grupos | Grupos | Grupos | Grupos | Grupos | Grupos | Grupos | Grupos | Grupos | Grupos | Grupos | Grupos |
| ------------ | -------------- | --- | --- | --- | --- | --- | --- | --- | --- | --- | --- | --- | --- | --- | --- | --- | --- | --- | --- |
| 1.º          | 1.º            | Mundial · 16 equipos · \| · Alemania \| · Argentina \| · Australia \| · Bélgica \| \| · Canadá \| · Croacia \| · España \| · Estados Unidos \| \| · Francia \| · Gran Bretaña \| · Italia \| · Japón \| \| · Rep. Checa \| · Rusia \| · Serbia \| · Suiza \| \| ------------ \| -------------- \| ----------- \| ---------------- \| | Mundial · 16 equipos · \| · Alemania \| · Argentina \| · Australia \| · Bélgica \| \| · Canadá \| · Croacia \| · España \| · Estados Unidos \| \| · Francia \| · Gran Bretaña \| · Italia \| · Japón \| \| · Rep. Checa \| · Rusia \| · Serbia \| · Suiza \| \| ------------ \| -------------- \| ----------- \| ---------------- \| | Mundial · 16 equipos · \| · Alemania \| · Argentina \| · Australia \| · Bélgica \| \| · Canadá \| · Croacia \| · España \| · Estados Unidos \| \| · Francia \| · Gran Bretaña \| · Italia \| · Japón \| \| · Rep. Checa \| · Rusia \| · Serbia \| · Suiza \| \| ------------ \| -------------- \| ----------- \| ---------------- \| | Mundial · 16 equipos · \| · Alemania \| · Argentina \| · Australia \| · Bélgica \| \| · Canadá \| · Croacia \| · España \| · Estados Unidos \| \| · Francia \| · Gran Bretaña \| · Italia \| · Japón \| \| · Rep. Checa \| · Rusia \| · Serbia \| · Suiza \| \| ------------ \| -------------- \| ----------- \| ---------------- \| | Mundial · 16 equipos · \| · Alemania \| · Argentina \| · Australia \| · Bélgica \| \| · Canadá \| · Croacia \| · España \| · Estados Unidos \| \| · Francia \| · Gran Bretaña \| · Italia \| · Japón \| \| · Rep. Checa \| · Rusia \| · Serbia \| · Suiza \| \| ------------ \| -------------- \| ----------- \| ---------------- \| | Mundial · 16 equipos · \| · Alemania \| · Argentina \| · Australia \| · Bélgica \| \| · Canadá \| · Croacia \| · España \| · Estados Unidos \| \| · Francia \| · Gran Bretaña \| · Italia \| · Japón \| \| · Rep. Checa \| · Rusia \| · Serbia \| · Suiza \| \| ------------ \| -------------- \| ----------- \| ---------------- \| | Mundial · 16 equipos · \| · Alemania \| · Argentina \| · Australia \| · Bélgica \| \| · Canadá \| · Croacia \| · España \| · Estados Unidos \| \| · Francia \| · Gran Bretaña \| · Italia \| · Japón \| \| · Rep. Checa \| · Rusia \| · Serbia \| · Suiza \| \| ------------ \| -------------- \| ----------- \| ---------------- \| | Mundial · 16 equipos · \| · Alemania \| · Argentina \| · Australia \| · Bélgica \| \| · Canadá \| · Croacia \| · España \| · Estados Unidos \| \| · Francia \| · Gran Bretaña \| · Italia \| · Japón \| \| · Rep. Checa \| · Rusia \| · Serbia \| · Suiza \| \| ------------ \| -------------- \| ----------- \| ---------------- \| | Mundial · 16 equipos · \| · Alemania \| · Argentina \| · Australia \| · Bélgica \| \| · Canadá \| · Croacia \| · España \| · Estados Unidos \| \| · Francia \| · Gran Bretaña \| · Italia \| · Japón \| \| · Rep. Checa \| · Rusia \| · Serbia \| · Suiza \| \| ------------ \| -------------- \| ----------- \| ---------------- \| | Mundial · 16 equipos · \| · Alemania \| · Argentina \| · Australia \| · Bélgica \| \| · Canadá \| · Croacia \| · España \| · Estados Unidos \| \| · Francia \| · Gran Bretaña \| · Italia \| · Japón \| \| · Rep. Checa \| · Rusia \| · Serbia \| · Suiza \| \| ------------ \| -------------- \| ----------- \| ---------------- \| | Mundial · 16 equipos · \| · Alemania \| · Argentina \| · Australia \| · Bélgica \| \| · Canadá \| · Croacia \| · España \| · Estados Unidos \| \| · Francia \| · Gran Bretaña \| · Italia \| · Japón \| \| · Rep. Checa \| · Rusia \| · Serbia \| · Suiza \| \| ------------ \| -------------- \| ----------- \| ---------------- \| | Mundial · 16 equipos · \| · Alemania \| · Argentina \| · Australia \| · Bélgica \| \| · Canadá \| · Croacia \| · España \| · Estados Unidos \| \| · Francia \| · Gran Bretaña \| · Italia \| · Japón \| \| · Rep. Checa \| · Rusia \| · Serbia \| · Suiza \| \| ------------ \| -------------- \| ----------- \| ---------------- \| | Mundial · 16 equipos · \| · Alemania \| · Argentina \| · Australia \| · Bélgica \| \| · Canadá \| · Croacia \| · España \| · Estados Unidos \| \| · Francia \| · Gran Bretaña \| · Italia \| · Japón \| \| · Rep. Checa \| · Rusia \| · Serbia \| · Suiza \| \| ------------ \| -------------- \| ----------- \| ---------------- \| | Mundial · 16 equipos · \| · Alemania \| · Argentina \| · Australia \| · Bélgica \| \| · Canadá \| · Croacia \| · España \| · Estados Unidos \| \| · Francia \| · Gran Bretaña \| · Italia \| · Japón \| \| · Rep. Checa \| · Rusia \| · Serbia \| · Suiza \| \| ------------ \| -------------- \| ----------- \| ---------------- \| | Mundial · 16 equipos · \| · Alemania \| · Argentina \| · Australia \| · Bélgica \| \| · Canadá \| · Croacia \| · España \| · Estados Unidos \| \| · Francia \| · Gran Bretaña \| · Italia \| · Japón \| \| · Rep. Checa \| · Rusia \| · Serbia \| · Suiza \| \| ------------ \| -------------- \| ----------- \| ---------------- \| | Mundial · 16 equipos · \| · Alemania \| · Argentina \| · Australia \| · Bélgica \| \| · Canadá \| · Croacia \| · España \| · Estados Unidos \| \| · Francia \| · Gran Bretaña \| · Italia \| · Japón \| \| · Rep. Checa \| · Rusia \| · Serbia \| · Suiza \| \| ------------ \| -------------- \| ----------- \| ---------------- \| | Mundial · 16 equipos · \| · Alemania \| · Argentina \| · Australia \| · Bélgica \| \| · Canadá \| · Croacia \| · España \| · Estados Unidos \| \| · Francia \| · Gran Bretaña \| · Italia \| · Japón \| \| · Rep. Checa \| · Rusia \| · Serbia \| · Suiza \| \| ------------ \| -------------- \| ----------- \| ---------------- \| | Mundial · 16 equipos · \| · Alemania \| · Argentina \| · Australia \| · Bélgica \| \| · Canadá \| · Croacia \| · España \| · Estados Unidos \| \| · Francia \| · Gran Bretaña \| · Italia \| · Japón \| \| · Rep. Checa \| · Rusia \| · Serbia \| · Suiza \| \| ------------ \| -------------- \| ----------- \| ---------------- \| |
| 2.º          | 2.º            | Zona de Europa y África 1 · 11 equipos · Austria · Bielorrusia · Bosnia y Herzegovina · Eslovaquia · Hungría · Israel · Países Bajos · Polonia · Portugal · Rumania · Ucrania · | Zona de Europa y África 1 · 11 equipos · Austria · Bielorrusia · Bosnia y Herzegovina · Eslovaquia · Hungría · Israel · Países Bajos · Polonia · Portugal · Rumania · Ucrania · | Zona de Europa y África 1 · 11 equipos · Austria · Bielorrusia · Bosnia y Herzegovina · Eslovaquia · Hungría · Israel · Países Bajos · Polonia · Portugal · Rumania · Ucrania · | Zona de Europa y África 1 · 11 equipos · Austria · Bielorrusia · Bosnia y Herzegovina · Eslovaquia · Hungría · Israel · Países Bajos · Polonia · Portugal · Rumania · Ucrania · | Zona de Europa y África 1 · 11 equipos · Austria · Bielorrusia · Bosnia y Herzegovina · Eslovaquia · Hungría · Israel · Países Bajos · Polonia · Portugal · Rumania · Ucrania · | Zona de Europa y África 1 · 11 equipos · Austria · Bielorrusia · Bosnia y Herzegovina · Eslovaquia · Hungría · Israel · Países Bajos · Polonia · Portugal · Rumania · Ucrania · | Zona de Europa y África 1 · 11 equipos · Austria · Bielorrusia · Bosnia y Herzegovina · Eslovaquia · Hungría · Israel · Países Bajos · Polonia · Portugal · Rumania · Ucrania · | Zona de Europa y África 1 · 11 equipos · Austria · Bielorrusia · Bosnia y Herzegovina · Eslovaquia · Hungría · Israel · Países Bajos · Polonia · Portugal · Rumania · Ucrania · | Zona de Europa y África 1 · 11 equipos · Austria · Bielorrusia · Bosnia y Herzegovina · Eslovaquia · Hungría · Israel · Países Bajos · Polonia · Portugal · Rumania · Ucrania · | Zona de Asia y Oceanía 1 · 7 equipos · China · China Taipéi · Corea del Sur · India · Kazajistán · Nueva Zelanda · Uzbekistán | Zona de América 1 · 6 equipos · Brasil · Chile · Colombia · Ecuador · Perú · Rep. Dominicana · | | | | | | | |
| 3.º          | 3.º            | Zona de Europa y África 2 · 16 equipos · Chipre · Dinamarca · Eslovenia · Estonia · Finlandia · Georgia · Letonia · Lituania · Madagascar · Marruecos · Mónaco · Noruega · Sudáfrica · Suecia · Túnez · Turquía · | Zona de Europa y África 2 · 16 equipos · Chipre · Dinamarca · Eslovenia · Estonia · Finlandia · Georgia · Letonia · Lituania · Madagascar · Marruecos · Mónaco · Noruega · Sudáfrica · Suecia · Túnez · Turquía · | Zona de Europa y África 2 · 16 equipos · Chipre · Dinamarca · Eslovenia · Estonia · Finlandia · Georgia · Letonia · Lituania · Madagascar · Marruecos · Mónaco · Noruega · Sudáfrica · Suecia · Túnez · Turquía · | Zona de Europa y África 2 · 16 equipos · Chipre · Dinamarca · Eslovenia · Estonia · Finlandia · Georgia · Letonia · Lituania · Madagascar · Marruecos · Mónaco · Noruega · Sudáfrica · Suecia · Túnez · Turquía · | Zona de Europa y África 2 · 16 equipos · Chipre · Dinamarca · Eslovenia · Estonia · Finlandia · Georgia · Letonia · Lituania · Madagascar · Marruecos · Mónaco · Noruega · Sudáfrica · Suecia · Túnez · Turquía · | Zona de Europa y África 2 · 16 equipos · Chipre · Dinamarca · Eslovenia · Estonia · Finlandia · Georgia · Letonia · Lituania · Madagascar · Marruecos · Mónaco · Noruega · Sudáfrica · Suecia · Túnez · Turquía · | Zona de Europa y África 2 · 16 equipos · Chipre · Dinamarca · Eslovenia · Estonia · Finlandia · Georgia · Letonia · Lituania · Madagascar · Marruecos · Mónaco · Noruega · Sudáfrica · Suecia · Túnez · Turquía · | Zona de Europa y África 2 · 16 equipos · Chipre · Dinamarca · Eslovenia · Estonia · Finlandia · Georgia · Letonia · Lituania · Madagascar · Marruecos · Mónaco · Noruega · Sudáfrica · Suecia · Túnez · Turquía · | Zona de Europa y África 2 · 16 equipos · Chipre · Dinamarca · Eslovenia · Estonia · Finlandia · Georgia · Letonia · Lituania · Madagascar · Marruecos · Mónaco · Noruega · Sudáfrica · Suecia · Túnez · Turquía · | Zona de Asia y Oceanía 2 · 8 equipos · Filipinas · Hong Kong · Indonesia · Irán · Kuwait · Pakistán · Tailandia · Vietnam · | Zona de América 2 · 8 equipos · Bahamas · Barbados · Bolivia · El Salvador · Guatemala · México · Paraguay · Venezuela · | | | | | | | |
| 4.º          | 4.º            | Zona de Europa 3 · 15 equipos · Albania · Andorra · Armenia · Bulgaria · Grecia · Irlanda · Islandia · Kosovo · Liechtenstein · Luxemburgo · Macedonia · Malta · Moldavia · Montenegro · San Marino · | Zona de Europa 3 · 15 equipos · Albania · Andorra · Armenia · Bulgaria · Grecia · Irlanda · Islandia · Kosovo · Liechtenstein · Luxemburgo · Macedonia · Malta · Moldavia · Montenegro · San Marino · | Zona de Europa 3 · 15 equipos · Albania · Andorra · Armenia · Bulgaria · Grecia · Irlanda · Islandia · Kosovo · Liechtenstein · Luxemburgo · Macedonia · Malta · Moldavia · Montenegro · San Marino · | Zona de Europa 3 · 15 equipos · Albania · Andorra · Armenia · Bulgaria · Grecia · Irlanda · Islandia · Kosovo · Liechtenstein · Luxemburgo · Macedonia · Malta · Moldavia · Montenegro · San Marino · | Zona de Europa 3 · 15 equipos · Albania · Andorra · Armenia · Bulgaria · Grecia · Irlanda · Islandia · Kosovo · Liechtenstein · Luxemburgo · Macedonia · Malta · Moldavia · Montenegro · San Marino · | Zona de África 3 · 9 equipos · Argelia · Benín · Botsuana · Egipto · Kenia · Libia · Nigeria · Ruanda · Zimbabue · | Zona de África 3 · 9 equipos · Argelia · Benín · Botsuana · Egipto · Kenia · Libia · Nigeria · Ruanda · Zimbabue · | Zona de África 3 · 9 equipos · Argelia · Benín · Botsuana · Egipto · Kenia · Libia · Nigeria · Ruanda · Zimbabue · | Zona de África 3 · 9 equipos · Argelia · Benín · Botsuana · Egipto · Kenia · Libia · Nigeria · Ruanda · Zimbabue · | Zona de Asia y Oceanía 3 · 9 equipos · Catar · Emiratos Árabes Unidos · Islas del Pacífico · Jordania · Líbano · Malasia · Siria · Sri Lanka · Turkmenistán · | Zona de América 3 · 9 equipos · Antigua y Barbuda · Bermudas · Costa Rica · Cuba · Honduras · Jamaica · Panamá · Puerto Rico · Uruguay · | | | | | | | |
| 5.º          | 5.º            | | | | | | | | | | Zona de Asia y Oceanía 4 · 11 equipos · Arabia Saudita · Bangladés · Baréin · Birmania · Camboya · Irak · Kirguistán · Mongolia · Omán · Singapur · Tayikistán · | | | | | | | | |
| · Alemania   | · Argentina    | · Australia | · Bélgica | | | | | | | | | | | | | | | | |
| · Canadá     | · Croacia      | · España | · Estados Unidos | | | | | | | | | | | | | | | | |
| · Francia    | · Gran Bretaña | · Italia | · Japón | | | | | | | | | | | | | | | | |
| · Rep. Checa | · Rusia        | · Serbia | · Suiza | | | | | | | | | | | | | | | | |

## Grupo Mundial
El Grupo Mundial es el nivel que exige el más alto rendimiento. En esta edición, participan los equipos que alcanzaron los cuartos de final de la edición anterior y los ganadores de las repescas entre los perdedores de los octavos de final en 2016 y los ganadores de los diferentes grupos regionales.
Asimismo, los perdedores de la primera ronda jugarán las repescas para el Grupo Mundial del 2018, y a los equipos ganadores que accedan a los cuartos de final se les garantiza un lugar para el mismo.

### Equipos participantes
| Equipos participantes en el Grupo Mundial de 2017 | Equipos participantes en el Grupo Mundial de 2017 | Equipos participantes en el Grupo Mundial de 2017 | Equipos participantes en el Grupo Mundial de 2017 | Equipos participantes en el Grupo Mundial de 2017 | Equipos participantes en el Grupo Mundial de 2017 | Equipos participantes en el Grupo Mundial de 2017 | Equipos participantes en el Grupo Mundial de 2017 |
| Argentina                                         | Croacia                                           | Gran Bretaña                                      | Rep. Checa                                        | Suiza                                             | Francia                                           | Bélgica                                           | Serbia                                            |
| Australia                                         | Alemania                                          | Canadá                                            | España                                            | Estados Unidos                                    | Italia                                            | Japón                                             | Rusia                                             |
| ------------------------------------------------- | ------------------------------------------------- | ------------------------------------------------- | ------------------------------------------------- | ------------------------------------------------- | ------------------------------------------------- | ------------------------------------------------- | ------------------------------------------------- |

### Sorteo
- El sorteo del Grupo Mundial para la Copa Davis 2017, se celebró en la ciudad de Londres, Reino Unido, el 22 de septiembre de 2016, a las 13:00 hora local (12:00 GMT).[1]

Cabezas de serie
| 1. Argentina 2. Croacia 3. Gran Bretaña 4. República Checa | 1. Suiza 2. Francia 3. Bélgica 4. Serbia |

### Eliminatorias
|  | Octavos de final | Octavos de final | Octavos de final |                |           | Cuartos de final | Cuartos de final | Cuartos de final |   |   | Semifinales         | Semifinales         | Semifinales         |   |  | Final              | Final              | Final              |  |
|  | 3-5 de febrero   | 3-5 de febrero   | 3-5 de febrero   |                |           | 7-9 de abril     | 7-9 de abril     | 7-9 de abril     |   |   | 15-17 de septiembre | 15-17 de septiembre | 15-17 de septiembre |   |  | 24-26 de noviembre | 24-26 de noviembre | 24-26 de noviembre |  |
|  |                  |                  |                  |                |           |                  |                  |                  |   |   |                     |                     |                     |   |  |                    |                    |                    |  |
|  |                  |                  |                  |                |           |                  |                  |                  |   |   |                     |                     |                     |   |  |                    |                    |                    |  |
|  | 1                | Argentina        | 2                |                |           |                  |                  |                  |   |   |                     |                     |                     |   |  |                    |                    |                    |  |
|  | 1                | Argentina        | 2                |                |           |                  |                  |                  |   |   |                     |                     |                     |   |  |                    |                    |                    |  |
|  |                  | Italia           | 3                |                |           |                  |                  |                  |   |   |                     |                     |                     |   |  |                    |                    |                    |  |
|  |                  | Italia           | 3                |                | Italia    | 2                |                  |                  |   |   |                     |                     |                     |   |  |                    |                    |                    |  |
|  |                  |                  |                  |                | Italia    | 2                |                  |                  |   |   |                     |                     |                     |   |  |                    |                    |                    |  |
|  |                  |                  | 7                | Bélgica        | 3         |                  |                  |                  |   |   |                     |                     |                     |   |  |                    |                    |                    |  |
|  | 7                | Bélgica          | 7                | Bélgica        | 3         | 4                |                  |                  |   |   |                     |                     |                     |   |  |                    |                    |                    |  |
|  | 7                | Bélgica          |                  |                |           |                  |                  |                  |   |   |                     |                     |                     |   |  |                    |                    |                    |  |
|  |                  | Alemania         | 1                |                |           |                  |                  |                  |   |   |                     |                     |                     |   |  |                    |                    |                    |  |
|  |                  |                  |                  |                |           |                  | 7                | Bélgica          | 3 |   |                     |                     |                     |   |  |                    |                    |                    |  |
|  |                  |                  |                  |                |           |                  |                  |                  | 3 |   |                     |                     |                     |   |  |                    |                    |                    |  |
|  |                  |                  |                  | Australia      | 2         |                  |                  |                  |   |   |                     |                     |                     |   |  |                    |                    |                    |  |
|  | 4                | República Checa  | 1                | Australia      | 2         |                  |                  |                  |   |   |                     |                     |                     |   |  |                    |                    |                    |  |
|  | 4                | República Checa  | 1                |                |           |                  |                  |                  |   |   |                     |                     |                     |   |  |                    |                    |                    |  |
|  |                  | Australia        | 4                |                |           |                  |                  |                  |   |   |                     |                     |                     |   |  |                    |                    |                    |  |
|  |                  | Australia        | 4                | Australia      | Australia | 3                |                  |                  |   |   |                     |                     |                     |   |  |                    |                    |                    |  |
|  |                  |                  |                  | Australia      | Australia | 3                |                  |                  |   |   |                     |                     |                     |   |  |                    |                    |                    |  |
|  |                  |                  | Estados Unidos   | Estados Unidos | 2         |                  |                  |                  |   |   |                     |                     |                     |   |  |                    |                    |                    |  |
|  | 5                | Suiza            | Estados Unidos   | Estados Unidos | 2         | 0                |                  |                  |   |   |                     |                     |                     |   |  |                    |                    |                    |  |
|  | 5                | Suiza            |                  |                |           |                  |                  |                  |   |   |                     |                     |                     |   |  |                    |                    |                    |  |
|  |                  | Estados Unidos   | 5                |                |           |                  |                  |                  |   |   |                     |                     |                     |   |  |                    |                    |                    |  |
|  |                  |                  |                  |                |           |                  |                  |                  |   |   |                     | 7                   | Bélgica             | 2 |  |                    |                    |                    |  |
|  |                  |                  |                  |                |           |                  |                  |                  |   |   |                     |                     |                     | 2 |  |                    |                    |                    |  |
|  |                  |                  | 6                | Francia        | 3         |                  |                  |                  |   |   |                     |                     |                     |   |  |                    |                    |                    |  |
|  |                  | Japón            | 6                | Francia        | 3         | 1                |                  |                  |   |   |                     |                     |                     |   |  |                    |                    |                    |  |
|  |                  |                  |                  |                |           | 1                |                  |                  |   |   |                     |                     |                     |   |  |                    |                    |                    |  |
|  | 6                | Francia          | 4                |                |           |                  |                  |                  |   |   |                     |                     |                     |   |  |                    |                    |                    |  |
|  | 6                | Francia          | 4                |                | 6         | Francia          | 4                |                  |   |   |                     |                     |                     |   |  |                    |                    |                    |  |
|  |                  |                  |                  |                | 6         | Francia          | 4                |                  |   |   |                     |                     |                     |   |  |                    |                    |                    |  |
|  |                  |                  | 3                | Gran Bretaña   | 1         |                  |                  |                  |   |   |                     |                     |                     |   |  |                    |                    |                    |  |
|  |                  | Canadá           | 3                | Gran Bretaña   | 1         | 2                |                  |                  |   |   |                     |                     |                     |   |  |                    |                    |                    |  |
|  |                  |                  |                  |                |           | 2                |                  |                  |   |   |                     |                     |                     |   |  |                    |                    |                    |  |
|  | 3                | Gran Bretaña     | 3                |                |           |                  |                  |                  |   |   |                     |                     |                     |   |  |                    |                    |                    |  |
|  | 3                | Gran Bretaña     | 3                |                |           |                  |                  |                  |   | 6 | Francia             | 3                   |                     |   |  |                    |                    |                    |  |
|  |                  |                  |                  |                |           |                  |                  |                  |   | 6 | Francia             | 3                   |                     |   |  |                    |                    |                    |  |
|  |                  |                  | 8                | Serbia         | 1         |                  |                  |                  |   |   |                     |                     |                     |   |  |                    |                    |                    |  |
|  |                  | Rusia            | 8                | Serbia         | 1         | 1                |                  |                  |   |   |                     |                     |                     |   |  |                    |                    |                    |  |
|  |                  |                  |                  |                |           | 1                |                  |                  |   |   |                     |                     |                     |   |  |                    |                    |                    |  |
|  | 8                | Serbia           | 4                |                |           |                  |                  |                  |   |   |                     |                     |                     |   |  |                    |                    |                    |  |
|  | 8                | Serbia           | 4                |                | 8         | Serbia           | 4                |                  |   |   |                     |                     |                     |   |  |                    |                    |                    |  |
|  |                  |                  |                  |                | 8         | Serbia           | 4                |                  |   |   |                     |                     |                     |   |  |                    |                    |                    |  |
|  |                  |                  |                  | España         | 1         |                  |                  |                  |   |   |                     |                     |                     |   |  |                    |                    |                    |  |
|  |                  | España           | 3                | España         | 1         |                  |                  |                  |   |   |                     |                     |                     |   |  |                    |                    |                    |  |
|  |                  |                  |                  |                |           |                  |                  |                  |   |   |                     |                     |                     |   |  |                    |                    |                    |  |
|  | 2                | Croacia          | 2                |                |           |                  |                  |                  |   |   |                     |                     |                     |   |  |                    |                    |                    |  |
|  | 2                | Croacia          | 2                |                |           |                  |                  |                  |   |   |                     |                     |                     |   |  |                    |                    |                    |  |
|  |                  |                  |                  |                |           |                  |                  |                  |   |   |                     |                     |                     |   |  |                    |                    |                    |  |

- Los perdedores de la primera ronda, jugarán la eliminatoria del grupo mundial (para permanecer o descender), contra los equipos que clasifican de las zonas continentales.
- (n) A la izquierda de cada equipo se indica el número de cabeza de serie.

#### Octavos de final
En la primera columna, el equipo que juega como local.
| | Bandera de Argentina | Argentina                       | 2 | 3 | Italia | Bandera de Italia |    |
| --- | -------------------- | ------------------------------- | - | - | ------ | ----------------- | -- |
| Parque Sarmiento, Buenos Aires, Argentina 3 al 6 de febrero de 2017 (Tierra batida) |                      |                                 |   |   |        |                   |    |
| \| 1 \| \| Guido Pella \| 3 \| 3 \| 3 \| \| \| \| 1 \| \| Paolo Lorenzi \| 6 \| 6 \| 6 \| \| \| \| 2 \| \| Carlos Berlocq \| 1 \| 2 \| 6 \| 66 \| \| \| 2 \| \| Andreas Seppi \| 6 \| 6 \| 1 \| 78 \| \| \| 3 \| \| Carlos Berlocq / Leonardo Mayer \| 6 \| 6 \| 4 \| 2 \| 79 \| \| 3 \| \| Simone Bolelli / Fabio Fognini \| 3 \| 3 \| 6 \| 6 \| 67 \| \| 4 \| \| Carlos Berlocq \| 4 \| 6 \| 6 \| 3 \| 6 \| \| 4 \| \| Paolo Lorenzi \| 6 \| 4 \| 1 \| 6 \| 3 \| \| 5 \| \| Guido Pella \| 6 \| 6 \| 3 \| 4 \| 2 \| \| 5 \| \| Fabio Fognini \| 2 \| 4 \| 6 \| 6 \| 6 \| |                      |                                 |   |   |        |                   |    |
| 1 | Bandera de Argentina | Guido Pella                     | 3 | 3 | 3      |                   |    |
| 1 | Bandera de Italia    | Paolo Lorenzi                   | 6 | 6 | 6      |                   |    |
| 2 | Bandera de Argentina | Carlos Berlocq                  | 1 | 2 | 6      | 66                |    |
| 2 | Bandera de Italia    | Andreas Seppi                   | 6 | 6 | 1      | 78                |    |
| 3 | Bandera de Argentina | Carlos Berlocq / Leonardo Mayer | 6 | 6 | 4      | 2                 | 79 |
| 3 | Bandera de Italia    | Simone Bolelli / Fabio Fognini  | 3 | 3 | 6      | 6                 | 67 |
| 4 | Bandera de Argentina | Carlos Berlocq                  | 4 | 6 | 6      | 3                 | 6  |
| 4 | Bandera de Italia    | Paolo Lorenzi                   | 6 | 4 | 1      | 6                 | 3  |
| 5 | Bandera de Argentina | Guido Pella                     | 6 | 6 | 3      | 4                 | 2  |
| 5 | Bandera de Italia    | Fabio Fognini                   | 2 | 4 | 6      | 6                 | 6  |

| | Bandera de Alemania | Alemania                         | 1 | 4  | Bélgica | Bandera de Bélgica |    |
| --- | ------------------- | -------------------------------- | - | -- | ------- | ------------------ | -- |
| Fraport Arena, Frankfurt, Alemania 3 al 5 de febrero de 2017 (Dura, bajo techo) |                     |                                  |   |    |         |                    |    |
| \| 1 \| \| Philipp Kohlschreiber \| 4 \| 6 \| 6 \| 62 \| 65 \| \| 1 \| \| Steve Darcis \| 6 \| 3 \| 2 \| 77 \| 77 \| \| 2 \| \| Alexander Zverev \| 6 \| 6 \| 6 \| \| \| \| 2 \| \| Arthur De Greef \| 3 \| 3 \| 4 \| \| \| \| 3 \| \| Alexander Zverev / Mischa Zverev \| 3 \| 64 \| 6 \| 6 \| 3 \| \| 3 \| \| Ruben Bemelmans / Joris De Loore \| 6 \| 77 \| 4 \| 4 \| 6 \| \| 4 \| \| Alexander Zverev \| 6 \| 4 \| 4 \| 68 \| \| \| 4 \| \| Steve Darcis \| 2 \| 6 \| 6 \| 710 \| \| \| 5 \| \| Mischa Zverev \| 5 \| 1 \| \| \| \| \| 5 \| \| Ruben Bemelmans \| 7 \| 6 \| \| \| \| |                     |                                  |   |    |         |                    |    |
| 1 | Bandera de Alemania | Philipp Kohlschreiber            | 4 | 6  | 6       | 62                 | 65 |
| 1 | Bandera de Bélgica  | Steve Darcis                     | 6 | 3  | 2       | 77                 | 77 |
| 2 | Bandera de Alemania | Alexander Zverev                 | 6 | 6  | 6       |                    |    |
| 2 | Bandera de Bélgica  | Arthur De Greef                  | 3 | 3  | 4       |                    |    |
| 3 | Bandera de Alemania | Alexander Zverev / Mischa Zverev | 3 | 64 | 6       | 6                  | 3  |
| 3 | Bandera de Bélgica  | Ruben Bemelmans / Joris De Loore | 6 | 77 | 4       | 4                  | 6  |
| 4 | Bandera de Alemania | Alexander Zverev                 | 6 | 4  | 4       | 68                 |    |
| 4 | Bandera de Bélgica  | Steve Darcis                     | 2 | 6  | 6       | 710                |    |
| 5 | Bandera de Alemania | Mischa Zverev                    | 5 | 1  |         |                    |    |
| 5 | Bandera de Bélgica  | Ruben Bemelmans                  | 7 | 6  |         |                    |    |

| | Bandera de Australia       | Australia                 | 4  | 1 | República Checa | Bandera de República Checa |  |
| --- | -------------------------- | ------------------------- | -- | - | --------------- | -------------------------- |  |
| Kooyong Lawn Tennis Club, Melbourne, Australia 3 al 5 de febrero de 2017 (Dura) |                            |                           |    |   |                 |                            |  |
| \| 1 \| \| Jordan Thompson \| 6 \| 6 \| 6 \| \| \| \| 1 \| \| Jiří Veselý \| 3 \| 3 \| 4 \| \| \| \| 2 \| \| Nick Kyrgios \| 6 \| 6 \| 6 \| \| \| \| 2 \| \| Jan Šátral \| 2 \| 3 \| 2 \| \| \| \| 3 \| \| Samuel Groth / John Peers \| 6 \| 6 \| 6 \| \| \| \| 3 \| \| Jan Šátral / Jiří Veselý \| 3 \| 2 \| 2 \| \| \| \| 4 \| \| Samuel Groth \| 6 \| 5 \| 3 \| \| \| \| 4 \| \| Jiří Veselý \| 3 \| 7 \| 6 \| \| \| \| 5 \| \| Jordan Thompson \| 77 \| 6 \| \| \| \| \| 5 \| \| Jan Šátral \| 65 \| 2 \| \| \| \| |                            |                           |    |   |                 |                            |  |
| 1 | Bandera de Australia       | Jordan Thompson           | 6  | 6 | 6               |                            |  |
| 1 | Bandera de República Checa | Jiří Veselý               | 3  | 3 | 4               |                            |  |
| 2 | Bandera de Australia       | Nick Kyrgios              | 6  | 6 | 6               |                            |  |
| 2 | Bandera de República Checa | Jan Šátral                | 2  | 3 | 2               |                            |  |
| 3 | Bandera de Australia       | Samuel Groth / John Peers | 6  | 6 | 6               |                            |  |
| 3 | Bandera de República Checa | Jan Šátral / Jiří Veselý  | 3  | 2 | 2               |                            |  |
| 4 | Bandera de Australia       | Samuel Groth              | 6  | 5 | 3               |                            |  |
| 4 | Bandera de República Checa | Jiří Veselý               | 3  | 7 | 6               |                            |  |
| 5 | Bandera de Australia       | Jordan Thompson           | 77 | 6 |                 |                            |  |
| 5 | Bandera de República Checa | Jan Šátral                | 65 | 2 |                 |                            |  |

| | Bandera de Estados Unidos | Estados Unidos                  | 5  | 0 | Suiza | Bandera de Suiza |  |
| --- | ------------------------- | ------------------------------- | -- | - | ----- | ---------------- |  |
| Legacy Arena / BJCC, Birmingham, Estados Unidos 3 al 5 de febrero de 2017 (Dura, bajo techo) |                           |                                 |    |   |       |                  |  |
| \| 1 \| \| Jack Sock \| 6 \| 6 \| 6 \| \| \| \| 1 \| \| Marco Chiudinelli \| 4 \| 3 \| 1 \| \| \| \| 2 \| \| John Isner \| 4 \| 6 \| 6 \| 77 \| \| \| 2 \| \| Henri Laaksonen \| 6 \| 2 \| 2 \| 61 \| \| \| 3 \| \| Steve Johnson / Jack Sock \| 77 \| 6 \| 77 \| \| \| \| 3 \| \| Adrien Bossel / Henri Laaksonen \| 63 \| 3 \| 65 \| \| \| \| 4 \| \| Sam Querrey \| 6 \| 7 \| \| \| \| \| 4 \| \| Adrien Bossel \| 3 \| 5 \| \| \| \| \| 5 \| \| Steve Johnson \| 6 \| 6 \| \| \| \| \| 5 \| \| Antoine Bellier \| 4 \| 3 \| \| \| \| |                           |                                 |    |   |       |                  |  |
| 1 | Bandera de Estados Unidos | Jack Sock                       | 6  | 6 | 6     |                  |  |
| 1 | Bandera de Suiza          | Marco Chiudinelli               | 4  | 3 | 1     |                  |  |
| 2 | Bandera de Estados Unidos | John Isner                      | 4  | 6 | 6     | 77               |  |
| 2 | Bandera de Suiza          | Henri Laaksonen                 | 6  | 2 | 2     | 61               |  |
| 3 | Bandera de Estados Unidos | Steve Johnson / Jack Sock       | 77 | 6 | 77    |                  |  |
| 3 | Bandera de Suiza          | Adrien Bossel / Henri Laaksonen | 63 | 3 | 65    |                  |  |
| 4 | Bandera de Estados Unidos | Sam Querrey                     | 6  | 7 |       |                  |  |
| 4 | Bandera de Suiza          | Adrien Bossel                   | 3  | 5 |       |                  |  |
| 5 | Bandera de Estados Unidos | Steve Johnson                   | 6  | 6 |       |                  |  |
| 5 | Bandera de Suiza          | Antoine Bellier                 | 4  | 3 |       |                  |  |

| | Bandera de Japón   | Japón                                 | 1 | 4 | Francia   | Bandera de Francia |  |
| --- | ------------------ | ------------------------------------- | - | - | --------- | ------------------ |  |
| Ariake Colosseum, Tokio, Japón 3 al 5 de febrero de 2017 (Dura, bajo techo) |                    |                                       |   |   |           |                    |  |
| \| 1 \| \| Taro Daniel \| 2 \| 3 \| 2 \| \| \| \| 1 \| \| Richard Gasquet \| 6 \| 6 \| 6 \| \| \| \| 2 \| \| Yoshihito Nishioka \| 3 \| 3 \| 4 \| \| \| \| 2 \| \| Gilles Simon \| 6 \| 6 \| 6 \| \| \| \| 3 \| \| Yūichi Sugita / Yasutaka Uchiyama \| 3 \| 4 \| 4 \| \| \| \| 3 \| \| Pierre-Hugues Herbert / Nicolas Mahut \| 6 \| 6 \| 6 \| \| \| \| 4 \| \| Yoshihito Nishioka \| 1 \| 1 \| se retiró \| \| \| \| 4 \| \| Nicolas Mahut \| 6 \| 1 \| \| \| \| \| 5 \| \| Yasutaka Uchiyama \| 6 \| 6 \| \| \| \| \| 5 \| \| Pierre-Hugues Herbert \| 4 \| 4 \| \| \| \| |                    |                                       |   |   |           |                    |  |
| 1 | Bandera de Japón   | Taro Daniel                           | 2 | 3 | 2         |                    |  |
| 1 | Bandera de Francia | Richard Gasquet                       | 6 | 6 | 6         |                    |  |
| 2 | Bandera de Japón   | Yoshihito Nishioka                    | 3 | 3 | 4         |                    |  |
| 2 | Bandera de Francia | Gilles Simon                          | 6 | 6 | 6         |                    |  |
| 3 | Bandera de Japón   | Yūichi Sugita / Yasutaka Uchiyama     | 3 | 4 | 4         |                    |  |
| 3 | Bandera de Francia | Pierre-Hugues Herbert / Nicolas Mahut | 6 | 6 | 6         |                    |  |
| 4 | Bandera de Japón   | Yoshihito Nishioka                    | 1 | 1 | se retiró |                    |  |
| 4 | Bandera de Francia | Nicolas Mahut                         | 6 | 1 |           |                    |  |
| 5 | Bandera de Japón   | Yasutaka Uchiyama                     | 6 | 6 |           |                    |  |
| 5 | Bandera de Francia | Pierre-Hugues Herbert                 | 4 | 4 |           |                    |  |

| | Bandera de Canadá       | Canadá                         | 2  | 3  | Gran Bretaña | Bandera del Reino Unido |  |
| --- | ----------------------- | ------------------------------ | -- | -- | ------------ | ----------------------- |  |
| The Arena at TD Place, Ottawa, Canadá 3 al 5 de febrero de 2017 (Dura, bajo techo) |                         |                                |    |    |              |                         |  |
| \| 1 \| \| Denis Shapovalov \| 3 \| 3 \| 4 \| \| \| \| 1 \| \| Daniel Evans \| 6 \| 6 \| 6 \| \| \| \| 2 \| \| Vasek Pospisil \| 6 \| 6 \| 77 \| \| \| \| 2 \| \| Kyle Edmund \| 4 \| 1 \| 63 \| \| \| \| 3 \| \| Daniel Nestor / Vasek Pospisil \| 61 \| 77 \| 63 \| 3 \| \| \| 3 \| \| Dominic Inglot / Jamie Murray \| 77 \| 63 \| 77 \| 6 \| \| \| 4 \| \| Vasek Pospisil \| 77 \| 6 \| 3 \| 77 \| \| \| 4 \| \| Daniel Evans \| 63 \| 4 \| 6 \| 65 \| \| \| 5 \| \| Denis Shapovalov \| 3 \| 4 \| 1 \| descalificado \| \| \| 5 \| \| Kyle Edmund \| 6 \| 6 \| 2 \| \| \| |                         |                                |    |    |              |                         |  |
| 1 | Bandera de Canadá       | Denis Shapovalov               | 3  | 3  | 4            |                         |  |
| 1 | Bandera del Reino Unido | Daniel Evans                   | 6  | 6  | 6            |                         |  |
| 2 | Bandera de Canadá       | Vasek Pospisil                 | 6  | 6  | 77           |                         |  |
| 2 | Bandera del Reino Unido | Kyle Edmund                    | 4  | 1  | 63           |                         |  |
| 3 | Bandera de Canadá       | Daniel Nestor / Vasek Pospisil | 61 | 77 | 63           | 3                       |  |
| 3 | Bandera del Reino Unido | Dominic Inglot / Jamie Murray  | 77 | 63 | 77           | 6                       |  |
| 4 | Bandera de Canadá       | Vasek Pospisil                 | 77 | 6  | 3            | 77                      |  |
| 4 | Bandera del Reino Unido | Daniel Evans                   | 63 | 4  | 6            | 65                      |  |
| 5 | Bandera de Canadá       | Denis Shapovalov               | 3  | 4  | 1            | descalificado           |  |
| 5 | Bandera del Reino Unido | Kyle Edmund                    | 6  | 6  | 2            |                         |  |

| | Bandera de Serbia | Serbia                                 | 4         | 1  | Rusia | Bandera de Rusia |           |
| --- | ----------------- | -------------------------------------- | --------- | -- | ----- | ---------------- | --------- |
| Sportski Centar Cair, Niš, Serbia 3 al 5 de febrero de 2017 (Dura, bajo techo) |                   |                                        |           |    |       |                  |           |
| \| 1 \| \| Viktor Troicki \| 6 \| 63 \| 6 \| 1 \| 78 \| \| 1 \| \| Karen Jachanov \| 4 \| 77 \| 3 \| 6 \| 6 \| \| 2 \| \| Novak Đjoković \| 3 \| 6 \| 6 \| 1 \| \| \| 2 \| \| Daniil Medvédev \| 6 \| 4 \| 1 \| 0 \| se retiró \| \| 3 \| \| Viktor Troicki / Nenad Zimonjić \| 6 \| 77 \| 65 \| 6 \| \| \| 3 \| \| Konstantín Kravchuk / Andrey Kuznetsov \| 3 \| 63 \| 77 \| 4 \| \| \| 4 \| \| Dušan Lajović \| 6 \| 4 \| 6 \| \| \| \| 4 \| \| Konstantín Kravchuk \| 3 \| 6 \| 3 \| \| \| \| 5 \| \| Nenad Zimonjić \| se retiró \| \| \| \| \| \| 5 \| Daniil Medvédev \| \| \| \| \| \| \| |                   |                                        |           |    |       |                  |           |
| 1 | Bandera de Serbia | Viktor Troicki                         | 6         | 63 | 6     | 1                | 78        |
| 1 | Bandera de Rusia  | Karen Jachanov                         | 4         | 77 | 3     | 6                | 6         |
| 2 | Bandera de Serbia | Novak Đjoković                         | 3         | 6  | 6     | 1                |           |
| 2 | Bandera de Rusia  | Daniil Medvédev                        | 6         | 4  | 1     | 0                | se retiró |
| 3 | Bandera de Serbia | Viktor Troicki / Nenad Zimonjić        | 6         | 77 | 65    | 6                |           |
| 3 | Bandera de Rusia  | Konstantín Kravchuk / Andrey Kuznetsov | 3         | 63 | 77    | 4                |           |
| 4 | Bandera de Serbia | Dušan Lajović                          | 6         | 4  | 6     |                  |           |
| 4 | Bandera de Rusia  | Konstantín Kravchuk                    | 3         | 6  | 3     |                  |           |
| 5 | Bandera de Serbia | Nenad Zimonjić                         | se retiró |    |       |                  |           |
| 5 | Bandera de Rusia  | Daniil Medvédev                        |           |    |       |                  |           |

| | Bandera de Croacia | Croacia                        | 2  | 3  | España | Bandera de España |    |
| --- | ------------------ | ------------------------------ | -- | -- | ------ | ----------------- | -- |
| Sportska Dvorana Gradski Vrt , Osijek, Croacia 3 al 5 de febrero de 2017 (Dura, bajo techo) |                    |                                |    |    |        |                   |    |
| \| 1 \| \| Franko Škugor \| 3 \| 6 \| 6 \| 4 \| 78 \| \| 1 \| \| Pablo Carreño Busta \| 6 \| 3 \| 4 \| 6 \| 6 \| \| 2 \| \| Ante Pavić \| 4 \| 2 \| 3 \| \| \| \| 2 \| \| Roberto Bautista Agut \| 6 \| 6 \| 6 \| \| \| \| 3 \| \| Marin Draganja / Nikola Mektić \| 66 \| 79 \| 77 \| 2 \| 6 \| \| 3 \| \| Feliciano López / Marc López \| 78 \| 67 \| 65 \| 6 \| 4 \| \| 4 \| \| Franko Škugor \| 1 \| 77 \| 3 \| 66 \| \| \| 4 \| \| Roberto Bautista Agut \| 6 \| 64 \| 6 \| 78 \| \| \| 5 \| \| Nikola Mektić \| 66 \| 1 \| 4 \| \| \| \| 5 \| \| Pablo Carreño Busta \| 78 \| 6 \| 6 \| \| \| |                    |                                |    |    |        |                   |    |
| 1 | Bandera de Croacia | Franko Škugor                  | 3  | 6  | 6      | 4                 | 78 |
| 1 | Bandera de España  | Pablo Carreño Busta            | 6  | 3  | 4      | 6                 | 6  |
| 2 | Bandera de Croacia | Ante Pavić                     | 4  | 2  | 3      |                   |    |
| 2 | Bandera de España  | Roberto Bautista Agut          | 6  | 6  | 6      |                   |    |
| 3 | Bandera de Croacia | Marin Draganja / Nikola Mektić | 66 | 79 | 77     | 2                 | 6  |
| 3 | Bandera de España  | Feliciano López / Marc López   | 78 | 67 | 65     | 6                 | 4  |
| 4 | Bandera de Croacia | Franko Škugor                  | 1  | 77 | 3      | 66                |    |
| 4 | Bandera de España  | Roberto Bautista Agut          | 6  | 64 | 6      | 78                |    |
| 5 | Bandera de Croacia | Nikola Mektić                  | 66 | 1  | 4      |                   |    |
| 5 | Bandera de España  | Pablo Carreño Busta            | 78 | 6  | 6      |                   |    |

#### Cuartos de final
En la primera columna, el equipo que juega como local.
| | Bandera de Bélgica | Bélgica                          | 3  | 2   | Italia | Bandera de Italia |    |
| --- | ------------------ | -------------------------------- | -- | --- | ------ | ----------------- | -- |
| Spiroudome de Charleroi, Charleroi, Bélgica 7 al 9 de abril de 2017 (Dura, bajo techo) |                    |                                  |    |     |        |                   |    |
| \| 1 \| \| Steve Darcis \| 63 \| 6 \| 6 \| 77 \| \| \| 1 \| \| Paolo Lorenzi \| 77 \| 1 \| 1 \| 64 \| \| \| 2 \| \| David Goffin \| 6 \| 6 \| 6 \| \| \| \| 2 \| \| Andreas Seppi \| 4 \| 3 \| 3 \| \| \| \| 3 \| \| Ruben Bemelmans / Joris de Loore \| 6 \| 3 \| 4 \| 6 \| 6 \| \| 3 \| \| Simone Bolelli / Andreas Seppi \| 4 \| 6 \| 6 \| 3 \| 78 \| \| 4 \| \| David Goffin \| 6 \| 6 \| 6 \| \| \| \| 4 \| \| Paolo Lorenzi \| 3 \| 3 \| 2 \| \| \| \| 5 \| \| Joris de Loore \| 4 \| 69 \| \| \| \| \| 5 \| \| Alessandro Giannessi \| 6 \| 711 \| \| \| \| |                    |                                  |    |     |        |                   |    |
| 1 | Bandera de Bélgica | Steve Darcis                     | 63 | 6   | 6      | 77                |    |
| 1 | Bandera de Italia  | Paolo Lorenzi                    | 77 | 1   | 1      | 64                |    |
| 2 | Bandera de Bélgica | David Goffin                     | 6  | 6   | 6      |                   |    |
| 2 | Bandera de Italia  | Andreas Seppi                    | 4  | 3   | 3      |                   |    |
| 3 | Bandera de Bélgica | Ruben Bemelmans / Joris de Loore | 6  | 3   | 4      | 6                 | 6  |
| 3 | Bandera de Italia  | Simone Bolelli / Andreas Seppi   | 4  | 6   | 6      | 3                 | 78 |
| 4 | Bandera de Bélgica | David Goffin                     | 6  | 6   | 6      |                   |    |
| 4 | Bandera de Italia  | Paolo Lorenzi                    | 3  | 3   | 2      |                   |    |
| 5 | Bandera de Bélgica | Joris de Loore                   | 4  | 69  |        |                   |    |
| 5 | Bandera de Italia  | Alessandro Giannessi             | 6  | 711 |        |                   |    |

| | Bandera de Australia      | Australia                 | 3  | 2  | Estados Unidos | Bandera de Estados Unidos |   |
| --- | ------------------------- | ------------------------- | -- | -- | -------------- | ------------------------- | - |
| Pat Rafter Arena, Brisbane, Australia 7 al 9 de abril de 2017 (Dura) |                           |                           |    |    |                |                           |   |
| \| 1 \| \| Jordan Thompson \| 6 \| 3 \| 77 \| 6 \| \| \| 1 \| \| Jack Sock \| 3 \| 6 \| 64 \| 4 \| \| \| 2 \| \| Nick Kyrgios \| 7 \| 7 \| 7 \| \| \| \| 2 \| \| John Isner \| 5 \| 65 \| 65 \| \| \| \| 3 \| \| Sam Groth / John Peers \| 6 \| 3 \| 2 \| 6 \| 3 \| \| 3 \| \| Steve Johnson / Jack Sock \| 3 \| 6 \| 6 \| 2 \| 6 \| \| 4 \| \| Nick Kyrgios \| 77 \| 6 \| 6 \| \| \| \| 4 \| \| Sam Querrey \| 64 \| 3 \| 4 \| \| \| \| 5 \| \| Sam Groth \| 65 \| 3 \| \| \| \| \| 5 \| \| John Isner \| 77 \| 6 \| \| \| \| |                           |                           |    |    |                |                           |   |
| 1 | Bandera de Australia      | Jordan Thompson           | 6  | 3  | 77             | 6                         |   |
| 1 | Bandera de Estados Unidos | Jack Sock                 | 3  | 6  | 64             | 4                         |   |
| 2 | Bandera de Australia      | Nick Kyrgios              | 7  | 7  | 7              |                           |   |
| 2 | Bandera de Estados Unidos | John Isner                | 5  | 65 | 65             |                           |   |
| 3 | Bandera de Australia      | Sam Groth / John Peers    | 6  | 3  | 2              | 6                         | 3 |
| 3 | Bandera de Estados Unidos | Steve Johnson / Jack Sock | 3  | 6  | 6              | 2                         | 6 |
| 4 | Bandera de Australia      | Nick Kyrgios              | 77 | 6  | 6              |                           |   |
| 4 | Bandera de Estados Unidos | Sam Querrey               | 64 | 3  | 4              |                           |   |
| 5 | Bandera de Australia      | Sam Groth                 | 65 | 3  |                |                           |   |
| 5 | Bandera de Estados Unidos | John Isner                | 77 | 6  |                |                           |   |

| | Bandera de Francia      | Francia                          | 4  | 1  | Gran Bretaña | Bandera del Reino Unido |  |
| --- | ----------------------- | -------------------------------- | -- | -- | ------------ | ----------------------- |  |
| Kindarena, Ruan, Francia 7 al 9 de abril de 2017 (Tierra batida, bajo techo) |                         |                                  |    |    |              |                         |  |
| \| 1 \| \| Lucas Pouille \| 7 \| 78 \| 6 \| \| \| \| 1 \| \| Kyle Edmund \| 5 \| 66 \| 3 \| \| \| \| 2 \| \| Jeremy Chardy \| 6 \| 6 \| 6 \| \| \| \| 2 \| \| Daniel Evans \| 2 \| 3 \| 3 \| \| \| \| 3 \| \| Nicolas Mahut / Julien Benneteau \| 79 \| 5 \| 7 \| 7 \| \| \| 3 \| \| Jaime Murray / Dominic Inglot \| 67 \| 7 \| 5 \| 5 \| \| \| 4 \| \| Julien Benneteau \| 1 \| 2 \| \| \| \| \| 4 \| \| Daniel Evans \| 6 \| 6 \| \| \| \| \| 5 \| \| Jeremy Chardy \| 6 \| 6 \| \| \| \| \| 5 \| \| Kyle Edmund \| 4 \| 4 \| \| \| \| |                         |                                  |    |    |              |                         |  |
| 1 | Bandera de Francia      | Lucas Pouille                    | 7  | 78 | 6            |                         |  |
| 1 | Bandera del Reino Unido | Kyle Edmund                      | 5  | 66 | 3            |                         |  |
| 2 | Bandera de Francia      | Jeremy Chardy                    | 6  | 6  | 6            |                         |  |
| 2 | Bandera del Reino Unido | Daniel Evans                     | 2  | 3  | 3            |                         |  |
| 3 | Bandera de Francia      | Nicolas Mahut / Julien Benneteau | 79 | 5  | 7            | 7                       |  |
| 3 | Bandera del Reino Unido | Jaime Murray / Dominic Inglot    | 67 | 7  | 5            | 5                       |  |
| 4 | Bandera de Francia      | Julien Benneteau                 | 1  | 2  |              |                         |  |
| 4 | Bandera del Reino Unido | Daniel Evans                     | 6  | 6  |              |                         |  |
| 5 | Bandera de Francia      | Jeremy Chardy                    | 6  | 6  |              |                         |  |
| 5 | Bandera del Reino Unido | Kyle Edmund                      | 4  | 4  |              |                         |  |

| | Bandera de Serbia | Serbia                          | 4 | 1  | España | Bandera de España |   |
| --- | ----------------- | ------------------------------- | - | -- | ------ | ----------------- | - |
| Aleksandar Nikolic Arena, Belgrado, Serbia 7 al 9 de abril de 2017 (Dura, bajo techo) |                   |                                 |   |    |        |                   |   |
| \| 1 \| \| Novak Djokovic \| 6 \| 6 \| 6 \| \| \| \| 1 \| \| Albert Ramos \| 3 \| 4 \| 2 \| \| \| \| 2 \| \| Victor Troicki \| 6 \| 6 \| 6 \| \| \| \| 2 \| \| Pablo Carreño \| 3 \| 4 \| 3 \| \| \| \| 3 \| \| Viktor Troicki / Nenad Zimonjic \| 4 \| 77 \| 6 \| 4 \| 6 \| \| 3 \| \| Pablo Carreño / Marc Lopez \| 6 \| 64 \| 0 \| 6 \| 2 \| \| 4 \| \| Dušan Lajović \| 2 \| 6 \| 6 \| \| \| \| 4 \| \| Jaume Munar \| 6 \| 1 \| 4 \| \| \| \| 5 \| \| Nenad Zimonjic \| 2 \| 1 \| \| \| \| \| 5 \| \| Albert Ramos \| 6 \| 6 \| \| \| \| |                   |                                 |   |    |        |                   |   |
| 1 | Bandera de Serbia | Novak Djokovic                  | 6 | 6  | 6      |                   |   |
| 1 | Bandera de España | Albert Ramos                    | 3 | 4  | 2      |                   |   |
| 2 | Bandera de Serbia | Victor Troicki                  | 6 | 6  | 6      |                   |   |
| 2 | Bandera de España | Pablo Carreño                   | 3 | 4  | 3      |                   |   |
| 3 | Bandera de Serbia | Viktor Troicki / Nenad Zimonjic | 4 | 77 | 6      | 4                 | 6 |
| 3 | Bandera de España | Pablo Carreño / Marc Lopez      | 6 | 64 | 0      | 6                 | 2 |
| 4 | Bandera de Serbia | Dušan Lajović                   | 2 | 6  | 6      |                   |   |
| 4 | Bandera de España | Jaume Munar                     | 6 | 1  | 4      |                   |   |
| 5 | Bandera de Serbia | Nenad Zimonjic                  | 2 | 1  |        |                   |   |
| 5 | Bandera de España | Albert Ramos                    | 6 | 6  |        |                   |   |

#### Semifinales
En la primera columna, el equipo que juega como local.
| | Bandera de Bélgica   | Bélgica                           | 3  | 2 | Australia | Bandera de Australia |   |
| --- | -------------------- | --------------------------------- | -- | - | --------- | -------------------- | - |
| Palais 12, Bruselas, Bélgica 15 al 17 de septiembre de 2017 (Tierra batida, bajo techo) |                      |                                   |    |   |           |                      |   |
| \| 1 \| \| David Goffin \| 64 \| 6 \| 6 \| 7 \| \| \| 1 \| \| John Millman \| 77 \| 4 \| 3 \| 5 \| \| \| 2 \| \| Steve Darcis \| 3 \| 6 \| 77 \| 1 \| 2 \| \| 2 \| \| Nick Kyrgios \| 6 \| 3 \| 65 \| 6 \| 6 \| \| 3 \| \| Ruben Bemelmans / Arthur De Greef \| 3 \| 4 \| 0 \| \| \| \| 3 \| \| John Peers / Jordan Thompson \| 6 \| 6 \| 6 \| \| \| \| 4 \| \| David Goffin \| 64 \| 6 \| 6 \| 6 \| \| \| 4 \| \| Nick Kyrgios \| 77 \| 4 \| 4 \| 4 \| \| \| 5 \| \| Steve Darcis \| 6 \| 7 \| 6 \| \| \| \| 5 \| \| Jordan Thompson \| 4 \| 5 \| 2 \| \| \| |                      |                                   |    |   |           |                      |   |
| 1 | Bandera de Bélgica   | David Goffin                      | 64 | 6 | 6         | 7                    |   |
| 1 | Bandera de Australia | John Millman                      | 77 | 4 | 3         | 5                    |   |
| 2 | Bandera de Bélgica   | Steve Darcis                      | 3  | 6 | 77        | 1                    | 2 |
| 2 | Bandera de Australia | Nick Kyrgios                      | 6  | 3 | 65        | 6                    | 6 |
| 3 | Bandera de Bélgica   | Ruben Bemelmans / Arthur De Greef | 3  | 4 | 0         |                      |   |
| 3 | Bandera de Australia | John Peers / Jordan Thompson      | 6  | 6 | 6         |                      |   |
| 4 | Bandera de Bélgica   | David Goffin                      | 64 | 6 | 6         | 6                    |   |
| 4 | Bandera de Australia | Nick Kyrgios                      | 77 | 4 | 4         | 4                    |   |
| 5 | Bandera de Bélgica   | Steve Darcis                      | 6  | 7 | 6         |                      |   |
| 5 | Bandera de Australia | Jordan Thompson                   | 4  | 5 | 2         |                      |   |

| | Bandera de Francia | Francia                               | 3      | 1 | Serbia | Bandera de Serbia |  |
| --- | ------------------ | ------------------------------------- | ------ | - | ------ | ----------------- |  |
| Estadio Pierre-Mauroy, Villeneuve-d'Ascq, Francia 15 al 17 de septiembre de 2017 (Tierra batida) |                    |                                       |        |   |        |                   |  |
| \| 1 \| \| Lucas Pouille \| 1 \| 6 \| 67 \| 65 \| \| \| 1 \| \| Dušan Lajović \| 6 \| 3 \| 79 \| 77 \| \| \| 2 \| \| Jo-Wilfried Tsonga \| 77 \| 6 \| 6 \| \| \| \| 2 \| \| Laslo Djere \| 62 \| 3 \| 3 \| \| \| \| 3 \| \| Pierre-Hugues Herbert / Nicolas Mahut \| 6 \| 6 \| 77 \| \| \| \| 3 \| \| Filip Krajinović / Nenad Zimonjić \| 1 \| 2 \| 63 \| \| \| \| 4 \| \| Jo-Wilfried Tsonga \| 2 \| 6 \| 77 \| 6 \| \| \| 4 \| \| Dušan Lajović \| 6 \| 2 \| 65 \| 2 \| \| \| 5 \| \| Lucas Pouille \| No \| \| \| \| \| \| 5 \| \| Laslo Djere \| jugado \| \| \| \| \| |                    |                                       |        |   |        |                   |  |
| 1 | Bandera de Francia | Lucas Pouille                         | 1      | 6 | 67     | 65                |  |
| 1 | Bandera de Serbia  | Dušan Lajović                         | 6      | 3 | 79     | 77                |  |
| 2 | Bandera de Francia | Jo-Wilfried Tsonga                    | 77     | 6 | 6      |                   |  |
| 2 | Bandera de Serbia  | Laslo Djere                           | 62     | 3 | 3      |                   |  |
| 3 | Bandera de Francia | Pierre-Hugues Herbert / Nicolas Mahut | 6      | 6 | 77     |                   |  |
| 3 | Bandera de Serbia  | Filip Krajinović / Nenad Zimonjić     | 1      | 2 | 63     |                   |  |
| 4 | Bandera de Francia | Jo-Wilfried Tsonga                    | 2      | 6 | 77     | 6                 |  |
| 4 | Bandera de Serbia  | Dušan Lajović                         | 6      | 2 | 65     | 2                 |  |
| 5 | Bandera de Francia | Lucas Pouille                         | No     |   |        |                   |  |
| 5 | Bandera de Serbia  | Laslo Djere                           | jugado |   |        |                   |  |

#### Final
En la primera columna, el equipo que juega como local.
| | Bandera de Francia | Francia                                 | 3  | 2 | Bélgica | Bandera de Bélgica |  |
| --- | ------------------ | --------------------------------------- | -- | - | ------- | ------------------ |  |
| Estadio Pierre-Mauroy, Villeneuve-d'Ascq, Francia 24 al 26 de noviembre de 2017 (Dura, bajo techo) |                    |                                         |    |   |         |                    |  |
| \| 1 \| \| Lucas Pouille \| 5 \| 3 \| 1 \| \| \| \| 1 \| \| David Goffin \| 7 \| 6 \| 6 \| \| \| \| 2 \| \| Jo-Wilfried Tsonga \| 6 \| 6 \| 6 \| \| \| \| 2 \| \| Steve Darcis \| 3 \| 2 \| 1 \| \| \| \| 3 \| \| Richard Gasquet / Pierre-Hugues Herbert \| 6 \| 3 \| 77 \| 6 \| \| \| 3 \| \| Ruben Bemelmans / Joris De Loore \| 1 \| 6 \| 62 \| 4 \| \| \| 4 \| \| Jo-Wilfried Tsonga \| 65 \| 3 \| 2 \| \| \| \| 4 \| \| David Goffin \| 77 \| 6 \| 6 \| \| \| \| 5 \| \| Lucas Pouille \| 6 \| 6 \| 6 \| \| \| \| 5 \| \| Steve Darcis \| 3 \| 1 \| 0 \| \| \| |                    |                                         |    |   |         |                    |  |
| 1 | Bandera de Francia | Lucas Pouille                           | 5  | 3 | 1       |                    |  |
| 1 | Bandera de Bélgica | David Goffin                            | 7  | 6 | 6       |                    |  |
| 2 | Bandera de Francia | Jo-Wilfried Tsonga                      | 6  | 6 | 6       |                    |  |
| 2 | Bandera de Bélgica | Steve Darcis                            | 3  | 2 | 1       |                    |  |
| 3 | Bandera de Francia | Richard Gasquet / Pierre-Hugues Herbert | 6  | 3 | 77      | 6                  |  |
| 3 | Bandera de Bélgica | Ruben Bemelmans / Joris De Loore        | 1  | 6 | 62      | 4                  |  |
| 4 | Bandera de Francia | Jo-Wilfried Tsonga                      | 65 | 3 | 2       |                    |  |
| 4 | Bandera de Bélgica | David Goffin                            | 77 | 6 | 6       |                    |  |
| 5 | Bandera de Francia | Lucas Pouille                           | 6  | 6 | 6       |                    |  |
| 5 | Bandera de Bélgica | Steve Darcis                            | 3  | 1 | 0       |                    |  |

|                             |
| Francia                     |
| Campeón Francia 10.º título |

## Repesca clasificatoria
Los ocho equipos perdedores, en los cruces de la primera ronda del Grupo Mundial y los ocho ganadores de los cruces de la ronda final, de su grupo regional del Grupo I, competirán en los play-offs del Grupo Mundial 2018. Los ganadores jugarán el Grupo Mundial 2018; los perdedores jugarán en sus respectivos grupos regionales, según su ubicación geográfica.
Los cruces se disputarán del 15 al 17 de septiembre de 2017.
| | Bandera de Kazajistán | Kazajistán                              | 3         | 2  | Argentina | Bandera de Argentina |  |
| --- | --------------------- | --------------------------------------- | --------- | -- | --------- | -------------------- |  |
| Daulet National Tennis Centre, Astaná, Kazajistán 15 al 17 de septiembre de 2017 (Dura, bajo techo) |                       |                                         |           |    |           |                      |  |
| \| 1 \| \| Mikhail Kukushkin \| 65 \| 77 \| 6 \| 6 \| \| \| 1 \| \| Guido Pella \| 77 \| 65 \| 2 \| 4 \| \| \| 2 \| \| Dmitry Popko \| 4 \| 2 \| 2 \| \| \| \| 2 \| \| Diego Schwartzman \| 6 \| 6 \| 6 \| \| \| \| 3 \| \| Timur Khabibulin / Aleksandr Nedoviesov \| 5 \| 6 \| 7 \| 6 \| \| \| 3 \| \| Máximo González / Andrés Molteni \| 7 \| 4 \| 5 \| 4 \| \| \| 4 \| \| Mikhail Kukushkin \| 6 \| 6 \| 77 \| \| \| \| 4 \| \| Diego Schwartzman \| 4 \| 4 \| 62 \| \| \| \| 5 \| \| Dmitry Popko \| se retiró \| \| \| \| \| \| 5 \| Guido Pella \| \| \| \| \| \| \| |                       |                                         |           |    |           |                      |  |
| 1 | Bandera de Kazajistán | Mikhail Kukushkin                       | 65        | 77 | 6         | 6                    |  |
| 1 | Bandera de Argentina  | Guido Pella                             | 77        | 65 | 2         | 4                    |  |
| 2 | Bandera de Kazajistán | Dmitry Popko                            | 4         | 2  | 2         |                      |  |
| 2 | Bandera de Argentina  | Diego Schwartzman                       | 6         | 6  | 6         |                      |  |
| 3 | Bandera de Kazajistán | Timur Khabibulin / Aleksandr Nedoviesov | 5         | 6  | 7         | 6                    |  |
| 3 | Bandera de Argentina  | Máximo González / Andrés Molteni        | 7         | 4  | 5         | 4                    |  |
| 4 | Bandera de Kazajistán | Mikhail Kukushkin                       | 6         | 6  | 77        |                      |  |
| 4 | Bandera de Argentina  | Diego Schwartzman                       | 4         | 4  | 62        |                      |  |
| 5 | Bandera de Kazajistán | Dmitry Popko                            | se retiró |    |           |                      |  |
| 5 | Bandera de Argentina  | Guido Pella                             |           |    |           |                      |  |

| | Bandera de Colombia | Colombia                               | 1 | 4  | Croacia | Bandera de Croacia |   |
| --- | ------------------- | -------------------------------------- | - | -- | ------- | ------------------ | - |
| Plaza de Toros La Santamaria, Bogotá, Colombia 15 al 17 de septiembre de 2017 (Polvo de ladrillo) |                     |                                        |   |    |         |                    |   |
| \| 1 \| \| Alejandro González \| 1 \| 4 \| 1 \| \| \| \| 1 \| \| Marin Čilić \| 6 \| 6 \| 6 \| \| \| \| 2 \| \| Santiago Giraldo \| 6 \| 4 \| 5 \| 6 \| 6 \| \| 2 \| \| Franko Škugor \| 4 \| 6 \| 7 \| 4 \| 2 \| \| 3 \| \| Juan Sebastián Cabal / Alejandro Falla \| 7 \| 77 \| 4 \| 2 \| 4 \| \| 3 \| \| Marin Čilić / Nikola Mektić \| 5 \| 65 \| 6 \| 6 \| 6 \| \| 4 \| \| Santiago Giraldo \| 3 \| 4 \| 4 \| \| \| \| 4 \| \| Marin Čilić \| 6 \| 6 \| 6 \| \| \| \| 5 \| \| Alejandro González \| 4 \| 6 \| 2 \| \| \| \| 5 \| \| Viktor Galović \| 6 \| 2 \| 6 \| \| \| |                     |                                        |   |    |         |                    |   |
| 1 | Bandera de Colombia | Alejandro González                     | 1 | 4  | 1       |                    |   |
| 1 | Bandera de Croacia  | Marin Čilić                            | 6 | 6  | 6       |                    |   |
| 2 | Bandera de Colombia | Santiago Giraldo                       | 6 | 4  | 5       | 6                  | 6 |
| 2 | Bandera de Croacia  | Franko Škugor                          | 4 | 6  | 7       | 4                  | 2 |
| 3 | Bandera de Colombia | Juan Sebastián Cabal / Alejandro Falla | 7 | 77 | 4       | 2                  | 4 |
| 3 | Bandera de Croacia  | Marin Čilić / Nikola Mektić            | 5 | 65 | 6       | 6                  | 6 |
| 4 | Bandera de Colombia | Santiago Giraldo                       | 3 | 4  | 4       |                    |   |
| 4 | Bandera de Croacia  | Marin Čilić                            | 6 | 6  | 6       |                    |   |
| 5 | Bandera de Colombia | Alejandro González                     | 4 | 6  | 2       |                    |   |
| 5 | Bandera de Croacia  | Viktor Galović                         | 6 | 2  | 6       |                    |   |

| | Bandera de Suiza       | Suiza                          | 3  | 2  | Bielorrusia | Bandera de Bielorrusia |  |
| --- | ---------------------- | ------------------------------ | -- | -- | ----------- | ---------------------- |  |
| Swiss Tennis Arena, Biel, Suiza 15 al 17 de septiembre de 2017 (Dura, bajo techo) |                        |                                |    |    |             |                        |  |
| \| 1 \| \| Henri Laaksonen \| 4 \| 2 \| 63 \| \| \| \| 1 \| \| Yaraslav Shyla \| 6 \| 6 \| 77 \| \| \| \| 2 \| \| Marco Chiudinelli \| 6 \| 4 \| 6 \| 6 \| \| \| 2 \| \| Dzmitry Zhyrmont \| 3 \| 6 \| 4 \| 3 \| \| \| 3 \| \| Adrian Bodmer / Luca Margaroli \| 66 \| 64 \| 63 \| \| \| \| 3 \| \| Max Mirnyi / Andrei Vasilevski \| 78 \| 77 \| 77 \| \| \| \| 4 \| \| Henri Laaksonen \| 6 \| 6 \| 5 \| 6 \| \| \| 4 \| \| Dzmitry Zhyrmont \| 2 \| 2 \| 7 \| 2 \| \| \| 5 \| \| Marco Chiudinelli \| 6 \| 6 \| 6 \| \| \| \| 5 \| \| Yaraslav Shyla \| 4 \| 3 \| 4 \| \| \| |                        |                                |    |    |             |                        |  |
| 1 | Bandera de Suiza       | Henri Laaksonen                | 4  | 2  | 63          |                        |  |
| 1 | Bandera de Bielorrusia | Yaraslav Shyla                 | 6  | 6  | 77          |                        |  |
| 2 | Bandera de Suiza       | Marco Chiudinelli              | 6  | 4  | 6           | 6                      |  |
| 2 | Bandera de Bielorrusia | Dzmitry Zhyrmont               | 3  | 6  | 4           | 3                      |  |
| 3 | Bandera de Suiza       | Adrian Bodmer / Luca Margaroli | 66 | 64 | 63          |                        |  |
| 3 | Bandera de Bielorrusia | Max Mirnyi / Andrei Vasilevski | 78 | 77 | 77          |                        |  |
| 4 | Bandera de Suiza       | Henri Laaksonen                | 6  | 6  | 5           | 6                      |  |
| 4 | Bandera de Bielorrusia | Dzmitry Zhyrmont               | 2  | 2  | 7           | 2                      |  |
| 5 | Bandera de Suiza       | Marco Chiudinelli              | 6  | 6  | 6           |                        |  |
| 5 | Bandera de Bielorrusia | Yaraslav Shyla                 | 4  | 3  | 4           |                        |  |

| | Bandera de los Países Bajos | Países Bajos                   | 3  | 2 | República Checa | Bandera de República Checa |   |
| --- | --------------------------- | ------------------------------ | -- | - | --------------- | -------------------------- | - |
| Sportcampus Zuiderpark, The Hague, Países Bajos 15 al 17 de septiembre de 2017 (Polvo de ladrillo, bajo techo) |                             |                                |    |   |                 |                            |   |
| \| 1 \| \| Thiemo de Bakker \| 6 \| 3 \| 6 \| 4 \| 4 \| \| 1 \| \| Jiri Vesely \| 4 \| 6 \| 4 \| 6 \| 6 \| \| 2 \| \| Robin Haase \| 77 \| 3 \| 2 \| 6 \| 5 \| \| 2 \| \| Lukáš Rosol \| 65 \| 6 \| 6 \| 3 \| 7 \| \| 3 \| \| Robin Haase / Matwé Middelkoop \| 4 \| 6 \| 77 \| 6 \| \| \| 3 \| \| Roman Jebavý / Adam Pavlásek \| 6 \| 4 \| 61 \| 4 \| \| \| 4 \| \| Robin Haase \| 6 \| 1 \| 6 \| 6 \| \| \| 4 \| \| Jiri Vesely \| 1 \| 6 \| 3 \| 4 \| \| \| 5 \| \| Thiemo de Bakker \| 3 \| 6 \| 6 \| 6 \| \| \| 5 \| \| Lukáš Rosol \| 6 \| 4 \| 4 \| 4 \| \| |                             |                                |    |   |                 |                            |   |
| 1 | Bandera de los Países Bajos | Thiemo de Bakker               | 6  | 3 | 6               | 4                          | 4 |
| 1 | Bandera de República Checa  | Jiri Vesely                    | 4  | 6 | 4               | 6                          | 6 |
| 2 | Bandera de los Países Bajos | Robin Haase                    | 77 | 3 | 2               | 6                          | 5 |
| 2 | Bandera de República Checa  | Lukáš Rosol                    | 65 | 6 | 6               | 3                          | 7 |
| 3 | Bandera de los Países Bajos | Robin Haase / Matwé Middelkoop | 4  | 6 | 77              | 6                          |   |
| 3 | Bandera de República Checa  | Roman Jebavý / Adam Pavlásek   | 6  | 4 | 61              | 4                          |   |
| 4 | Bandera de los Países Bajos | Robin Haase                    | 6  | 1 | 6               | 6                          |   |
| 4 | Bandera de República Checa  | Jiri Vesely                    | 1  | 6 | 3               | 4                          |   |
| 5 | Bandera de los Países Bajos | Thiemo de Bakker               | 3  | 6 | 6               | 6                          |   |
| 5 | Bandera de República Checa  | Lukáš Rosol                    | 6  | 4 | 4               | 4                          |   |

| | Bandera de Portugal | Portugal                       | 2 | 3   | Alemania | Bandera de Alemania |   |
| --- | ------------------- | ------------------------------ | - | --- | -------- | ------------------- | - |
| Clube de Ténis do Jamor, Lisboa, Portugal 15 al 17 de septiembre de 2017 (Polvo de ladrillo) |                     |                                |   |     |          |                     |   |
| \| 1 \| \| Joao Sousa \| 6 \| 3 \| 3 \| 0 \| \| \| 1 \| \| Cedrik-Marcel Stebe \| 4 \| 6 \| 6 \| 6 \| \| \| 2 \| \| Pedro Sousa \| 6 \| 7 \| 77 \| \| \| \| 2 \| \| Jan-Lennard Struff \| 2 \| 5 \| 65 \| \| \| \| 3 \| \| Gastão Elias / Joao Sousa \| 2 \| 6 \| 77 \| 4 \| 4 \| \| 3 \| \| Tim Puetz / Jan-Lennard Struff \| 6 \| 4 \| 65 \| 6 \| 6 \| \| 4 \| \| Joao Sousa \| 0 \| 77 \| 6 \| 66 \| 4 \| \| 4 \| \| Jan-Lennard Struff \| 6 \| 63 \| 3 \| 78 \| 6 \| \| 5 \| \| João Domingues \| 6 \| 710 \| \| \| \| \| 5 \| \| Yannick Hanfmann \| 3 \| 68 \| \| \| \| |                     |                                |   |     |          |                     |   |
| 1 | Bandera de Portugal | Joao Sousa                     | 6 | 3   | 3        | 0                   |   |
| 1 | Bandera de Alemania | Cedrik-Marcel Stebe            | 4 | 6   | 6        | 6                   |   |
| 2 | Bandera de Portugal | Pedro Sousa                    | 6 | 7   | 77       |                     |   |
| 2 | Bandera de Alemania | Jan-Lennard Struff             | 2 | 5   | 65       |                     |   |
| 3 | Bandera de Portugal | Gastão Elias / Joao Sousa      | 2 | 6   | 77       | 4                   | 4 |
| 3 | Bandera de Alemania | Tim Puetz / Jan-Lennard Struff | 6 | 4   | 65       | 6                   | 6 |
| 4 | Bandera de Portugal | Joao Sousa                     | 0 | 77  | 6        | 66                  | 4 |
| 4 | Bandera de Alemania | Jan-Lennard Struff             | 6 | 63  | 3        | 78                  | 6 |
| 5 | Bandera de Portugal | João Domingues                 | 6 | 710 |          |                     |   |
| 5 | Bandera de Alemania | Yannick Hanfmann               | 3 | 68  |          |                     |   |

| | Bandera de Japón  | Japón                             | 3      | 1 | Brasil | Bandera de Brasil |   |
| --- | ----------------- | --------------------------------- | ------ | - | ------ | ----------------- | - |
| Utsubo Tennis Center, Osaka, Japón 15 al 17 de septiembre de 2017 (Dura) |                   |                                   |        |   |        |                   |   |
| \| 1 \| \| Yuichi Sugita \| 6 \| 7 \| 77 \| \| \| \| 1 \| \| Guilherme Clezar \| 2 \| 5 \| 65 \| \| \| \| 2 \| \| Go Soeda \| 3 \| 6 \| 6 \| 61 \| 6 \| \| 2 \| \| Thiago Monteiro \| 6 \| 4 \| 3 \| 77 \| 4 \| \| 3 \| \| Ben Mclachlan / Yasutaka Uchiyama \| 62 \| 4 \| 2 \| \| \| \| 3 \| \| Marcelo Melo / Bruno Soares \| 77 \| 6 \| 6 \| \| \| \| 4 \| \| Yuichi Sugita \| 6 \| 6 \| 6 \| \| \| \| 4 \| \| Thiago Monteiro \| 3 \| 2 \| 3 \| \| \| \| 5 \| \| Go Soeda \| No \| \| \| \| \| \| 5 \| \| Guilherme Clezar \| jugado \| \| \| \| \| |                   |                                   |        |   |        |                   |   |
| 1 | Bandera de Japón  | Yuichi Sugita                     | 6      | 7 | 77     |                   |   |
| 1 | Bandera de Brasil | Guilherme Clezar                  | 2      | 5 | 65     |                   |   |
| 2 | Bandera de Japón  | Go Soeda                          | 3      | 6 | 6      | 61                | 6 |
| 2 | Bandera de Brasil | Thiago Monteiro                   | 6      | 4 | 3      | 77                | 4 |
| 3 | Bandera de Japón  | Ben Mclachlan / Yasutaka Uchiyama | 62     | 4 | 2      |                   |   |
| 3 | Bandera de Brasil | Marcelo Melo / Bruno Soares       | 77     | 6 | 6      |                   |   |
| 4 | Bandera de Japón  | Yuichi Sugita                     | 6      | 6 | 6      |                   |   |
| 4 | Bandera de Brasil | Thiago Monteiro                   | 3      | 2 | 3      |                   |   |
| 5 | Bandera de Japón  | Go Soeda                          | No     |   |        |                   |   |
| 5 | Bandera de Brasil | Guilherme Clezar                  | jugado |   |        |                   |   |

| | Bandera de Hungría | Hungría                               | 3      | 1 | Rusia | Bandera de Rusia |   |
| --- | ------------------ | ------------------------------------- | ------ | - | ----- | ---------------- | - |
| Kopaszi Dam, Budapest, Hungría 15 al 17 de septiembre de 2017 (Polvo de ladrillo) |                    |                                       |        |   |       |                  |   |
| \| 1 \| \| Marton Fucsovics \| 6 \| 6 \| 5 \| 2 \| 6 \| \| 1 \| \| Andréi Rubliov \| 2 \| 4 \| 7 \| 6 \| 3 \| \| 2 \| \| Attila Balázs \| 6 \| 2 \| 612 \| 1 \| \| \| 2 \| \| Karen Jachanov \| 3 \| 6 \| 714 \| 6 \| \| \| 3 \| \| Attila Balázs / Marton Fucsovics \| 77 \| 6 \| 77 \| \| \| \| 3 \| \| Konstantín Kravchuk / Daniil Medvédev \| 64 \| 4 \| 64 \| \| \| \| 4 \| \| Marton Fucsovics \| 7 \| 6 \| 6 \| \| \| \| 4 \| \| Karen Jachanov \| 5 \| 4 \| 4 \| \| \| \| 5 \| \| Attila Balázs \| No \| \| \| \| \| \| 5 \| \| Andréi Rubliov \| jugado \| \| \| \| \| |                    |                                       |        |   |       |                  |   |
| 1 | Bandera de Hungría | Marton Fucsovics                      | 6      | 6 | 5     | 2                | 6 |
| 1 | Bandera de Rusia   | Andréi Rubliov                        | 2      | 4 | 7     | 6                | 3 |
| 2 | Bandera de Hungría | Attila Balázs                         | 6      | 2 | 612   | 1                |   |
| 2 | Bandera de Rusia   | Karen Jachanov                        | 3      | 6 | 714   | 6                |   |
| 3 | Bandera de Hungría | Attila Balázs / Marton Fucsovics      | 77     | 6 | 77    |                  |   |
| 3 | Bandera de Rusia   | Konstantín Kravchuk / Daniil Medvédev | 64     | 4 | 64    |                  |   |
| 4 | Bandera de Hungría | Marton Fucsovics                      | 7      | 6 | 6     |                  |   |
| 4 | Bandera de Rusia   | Karen Jachanov                        | 5      | 4 | 4     |                  |   |
| 5 | Bandera de Hungría | Attila Balázs                         | No     |   |       |                  |   |
| 5 | Bandera de Rusia   | Andréi Rubliov                        | jugado |   |       |                  |   |

| | Bandera de Canadá   | Canadá                         | 3  | 2  | India | Bandera de la India |   |
| --- | ------------------- | ------------------------------ | -- | -- | ----- | ------------------- | - |
| Northlands Coliseum, Edmonton, Canadá 15 al 17 de septiembre de 2017 (Dura, bajo techo) |                     |                                |    |    |       |                     |   |
| \| 1 \| \| Brayden Schnur \| 7 \| 64 \| 5 \| 5 \| \| \| 1 \| \| Ramkumar Ramanathan \| 5 \| 77 \| 7 \| 7 \| \| \| 2 \| \| Denis Shapovalov \| 77 \| 6 \| 66 \| 4 \| 6 \| \| 2 \| \| Yuki Bhambri \| 62 \| 4 \| 78 \| 6 \| 1 \| \| 3 \| \| Daniel Nestor / Vasek Pospisil \| 7 \| 7 \| 5 \| 6 \| \| \| 3 \| \| Rohan Bopanna / Purav Raja \| 5 \| 5 \| 7 \| 3 \| \| \| 4 \| \| Denis Shapovalov \| 6 \| 77 \| 6 \| \| \| \| 4 \| \| Ramkumar Ramanathan \| 3 \| 61 \| 3 \| \| \| \| 5 \| \| Brayden Schnur \| 4 \| 6 \| 4 \| \| \| \| 5 \| \| Yuki Bhambri \| 6 \| 4 \| 6 \| \| \| |                     |                                |    |    |       |                     |   |
| 1 | Bandera de Canadá   | Brayden Schnur                 | 7  | 64 | 5     | 5                   |   |
| 1 | Bandera de la India | Ramkumar Ramanathan            | 5  | 77 | 7     | 7                   |   |
| 2 | Bandera de Canadá   | Denis Shapovalov               | 77 | 6  | 66    | 4                   | 6 |
| 2 | Bandera de la India | Yuki Bhambri                   | 62 | 4  | 78    | 6                   | 1 |
| 3 | Bandera de Canadá   | Daniel Nestor / Vasek Pospisil | 7  | 7  | 5     | 6                   |   |
| 3 | Bandera de la India | Rohan Bopanna / Purav Raja     | 5  | 5  | 7     | 3                   |   |
| 4 | Bandera de Canadá   | Denis Shapovalov               | 6  | 77 | 6     |                     |   |
| 4 | Bandera de la India | Ramkumar Ramanathan            | 3  | 61 | 3     |                     |   |
| 5 | Bandera de Canadá   | Brayden Schnur                 | 4  | 6  | 4     |                     |   |
| 5 | Bandera de la India | Yuki Bhambri                   | 6  | 4  | 6     |                     |   |

## Grupos regionales

### América
| Zona americana    | Zona americana | Zona americana | Zona americana | Zona americana | Zona americana  | Zona americana | Zona americana | Zona americana | Zona americana | Zona americana |
| Grupo 1           | Grupo 1        | Grupo 1        | Grupo 1        | Grupo 1        | Grupo 1         | Grupo 1        | Grupo 1        | Grupo 1        | Grupo 1        | Grupo 1        |
| Brasil            | Chile          | Colombia       | Ecuador        | Perú           | Rep. Dominicana | -              | -              |                |                |                |
| Grupo 2           | Grupo 2        | Grupo 2        | Grupo 2        | Grupo 2        | Grupo 2         | Grupo 2        | Grupo 2        | Grupo 2        | Grupo 2        | Grupo 2        |
| Bahamas           | Barbados       | Bolivia        | El Salvador    | Guatemala      | México          | Paraguay       | Venezuela      |                |                |                |
| Grupo 3           | Grupo 3        | Grupo 3        | Grupo 3        | Grupo 3        | Grupo 3         | Grupo 3        | Grupo 3        | Grupo 3        | Grupo 3        | Grupo 3        |
| Antigua y Barbuda | Bermudas       | Costa Rica     | Cuba           | Honduras       | Jamaica         | Panamá         | Puerto Rico    |                |                |                |
| Uruguay           | -              | -              | -              | -              | -               | -              | -              |                |                |                |
| ----------------- | -------------- | -------------- | -------------- | -------------- | --------------- | -------------- | -------------- | -------------- | -------------- | -------------- |

### Asia y Oceanía
| Zona asiática/oceánica | Zona asiática/oceánica | Zona asiática/oceánica | Zona asiática/oceánica | Zona asiática/oceánica | Zona asiática/oceánica | Zona asiática/oceánica | Zona asiática/oceánica | Zona asiática/oceánica | Zona asiática/oceánica | Zona asiática/oceánica |
| Grupo 1                | Grupo 1                | Grupo 1                | Grupo 1                | Grupo 1                | Grupo 1                | Grupo 1                | Grupo 1                | Grupo 1                | Grupo 1                | Grupo 1                |
| China                  | China Taipéi           | Corea del Sur          | India                  | Kazajistán             | Nueva Zelanda          | Uzbekistán             | -                      |                        |                        |                        |
| Grupo 2                | Grupo 2                | Grupo 2                | Grupo 2                | Grupo 2                | Grupo 2                | Grupo 2                | Grupo 2                | Grupo 2                | Grupo 2                | Grupo 2                |
| Filipinas              | Hong Kong              | Indonesia              | Irán                   | Kuwait                 | Pakistán               | Tailandia              | Vietnam                |                        |                        |                        |
| Grupo 3                | Grupo 3                | Grupo 3                | Grupo 3                | Grupo 3                | Grupo 3                | Grupo 3                | Grupo 3                | Grupo 3                | Grupo 3                | Grupo 3                |
| Catar                  | Emiratos Árabes Unidos | Islas del Pacífico     | Jordania               | Líbano                 | Malasia                | Siria                  | Sri Lanka              |                        |                        |                        |
| Turkmenistán           | -                      | -                      | -                      | -                      | -                      | -                      | -                      |                        |                        |                        |
| Grupo 4                | Grupo 4                | Grupo 4                | Grupo 4                | Grupo 4                | Grupo 4                | Grupo 4                | Grupo 4                | Grupo 4                | Grupo 4                | Grupo 4                |
| Arabia Saudita         | Bangladés              | Baréin                 | Birmania               | Camboya                | Irak                   | Kirguistán             | Mongolia               |                        |                        |                        |
| Omán                   | Singapur               | Tayikistán             | -                      | -                      | -                      | -                      | -                      |                        |                        |                        |
| ---------------------- | ---------------------- | ---------------------- | ---------------------- | ---------------------- | ---------------------- | ---------------------- | ---------------------- | ---------------------- | ---------------------- | ---------------------- |

### Europa y África
| Zona europea/africana | Zona europea/africana | Zona europea/africana | Zona europea/africana | Zona europea/africana | Zona europea/africana | Zona europea/africana | Zona europea/africana | Zona europea/africana | Zona europea/africana | Zona europea/africana |
| Grupo 1               | Grupo 1               | Grupo 1               | Grupo 1               | Grupo 1               | Grupo 1               | Grupo 1               | Grupo 1               | Grupo 1               | Grupo 1               | Grupo 1               |
| Austria               | Bosnia y Herzegovina  | Bielorrusia           | Eslovaquia            | Hungría               | Israel                | Países Bajos          | Polonia               |                       |                       |                       |
| Portugal              | Rumania               | Ucrania               | -                     | -                     | -                     | -                     | -                     |                       |                       |                       |
| Grupo 2               | Grupo 2               | Grupo 2               | Grupo 2               | Grupo 2               | Grupo 2               | Grupo 2               | Grupo 2               | Grupo 2               | Grupo 2               | Grupo 2               |
| Chipre                | Dinamarca             | Eslovenia             | Estonia               | Finlandia             | Georgia               | Letonia               | Lituania              |                       |                       |                       |
| Madagascar            | Marruecos             | Mónaco                | Noruega               | Sudáfrica             | Suecia                | Túnez                 | Turquía               |                       |                       |                       |
| Grupo 3 (Europa)      | Grupo 3 (Europa)      | Grupo 3 (Europa)      | Grupo 3 (Europa)      | Grupo 3 (Europa)      | Grupo 3 (Europa)      | Grupo 3 (Europa)      | Grupo 3 (Europa)      | Grupo 3 (Europa)      | Grupo 3 (Europa)      | Grupo 3 (Europa)      |
| Albania               | Andorra               | Armenia               | Bulgaria              | Grecia                | Irlanda               | Islandia              | Kosovo                |                       |                       |                       |
| Liechtenstein         | Luxemburgo            | Macedonia             | Malta                 | Moldavia              | Montenegro            | San Marino            | -                     |                       |                       |                       |
| Grupo 3 (África)      | Grupo 3 (África)      | Grupo 3 (África)      | Grupo 3 (África)      | Grupo 3 (África)      | Grupo 3 (África)      | Grupo 3 (África)      | Grupo 3 (África)      | Grupo 3 (África)      | Grupo 3 (África)      | Grupo 3 (África)      |
| Argelia               | Benín                 | Botsuana              | Egipto                | Kenia                 | Libia                 | Nigeria               | Ruanda                |                       |                       |                       |
| Zimbabue              | -                     | -                     | -                     | -                     | -                     | -                     | -                     |                       |                       |                       |
| --------------------- | --------------------- | --------------------- | --------------------- | --------------------- | --------------------- | --------------------- | --------------------- | --------------------- | --------------------- | --------------------- |